# Igor Vori
Igor Vori, född 20 september 1980 i Zagreb i dåvarande SFR Jugoslavien, är en kroatisk handbollstränare och tidigare handbollsspelare (mittsexa). Sedan 2022 är han tränare för tyska TV Großwallstadt.
Vori spelade 246 landskamper och gjorde 590 mål för Kroatiens landslag, mellan åren 2004–2015 och en comeback 2018. Främsta meriterna var VM-guldet 2003 i Portugal och OS-guldet 2004 i Aten. Vid VM 2009 på hemmaplan tog laget silver och Vori utsågs till turneringens mest värdefulla spelare (MVP).

## Klubbar
- RK Zagreb (1997–2001)
- Al.Pi. Pallamano Prato (2001–2002)
- Pallamano Conversano (2002–2003)
- RK Zagreb (2003–2005)
- FC Barcelona (2005–2007)
- RK Zagreb (2007–2009)
- HSV Hamburg (2009–2013)
- Paris Saint-Germain HB (2013–2016)
- RK Zagreb (2016–2018)

## Galleri

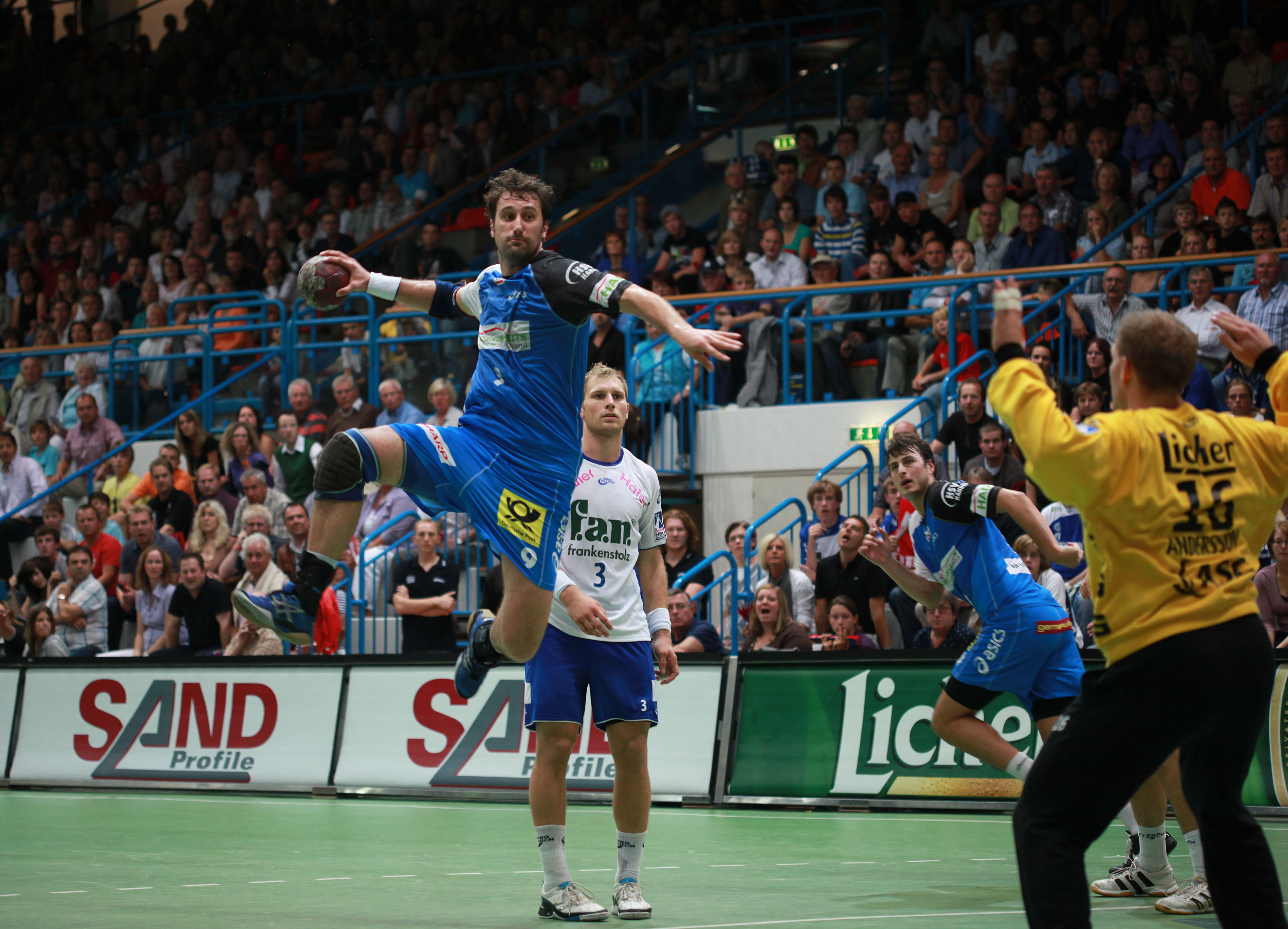
2009
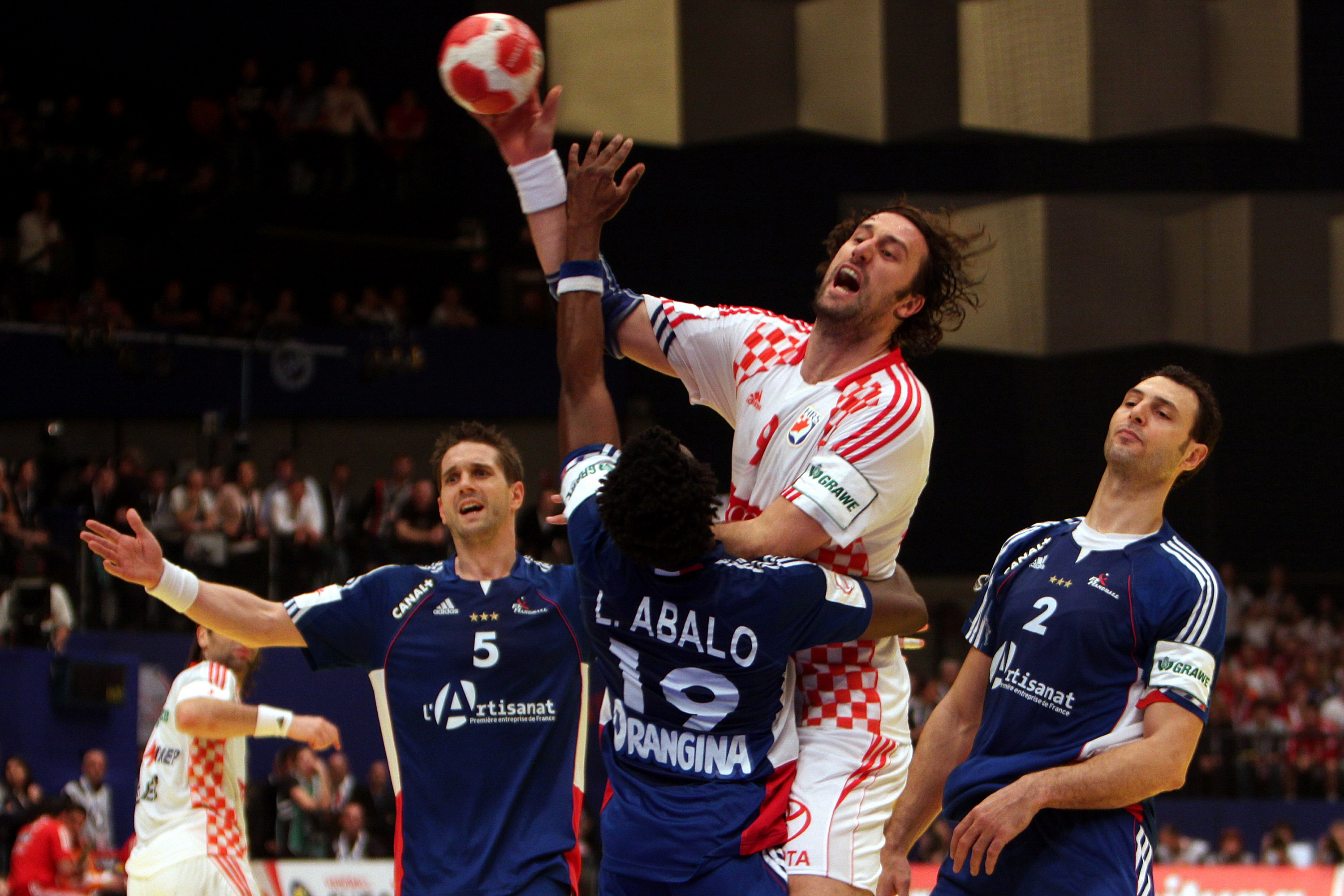
2010
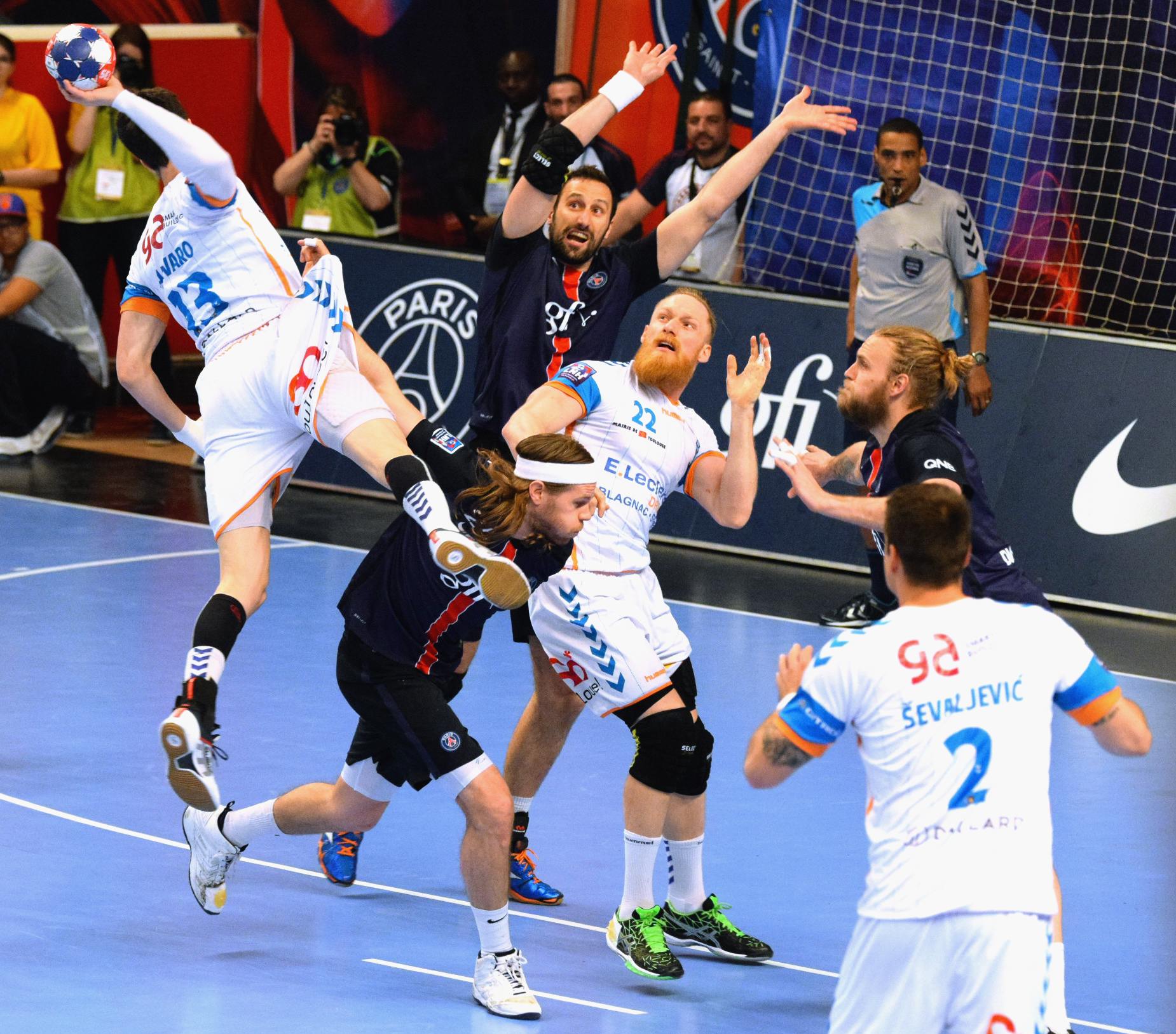
April 2016
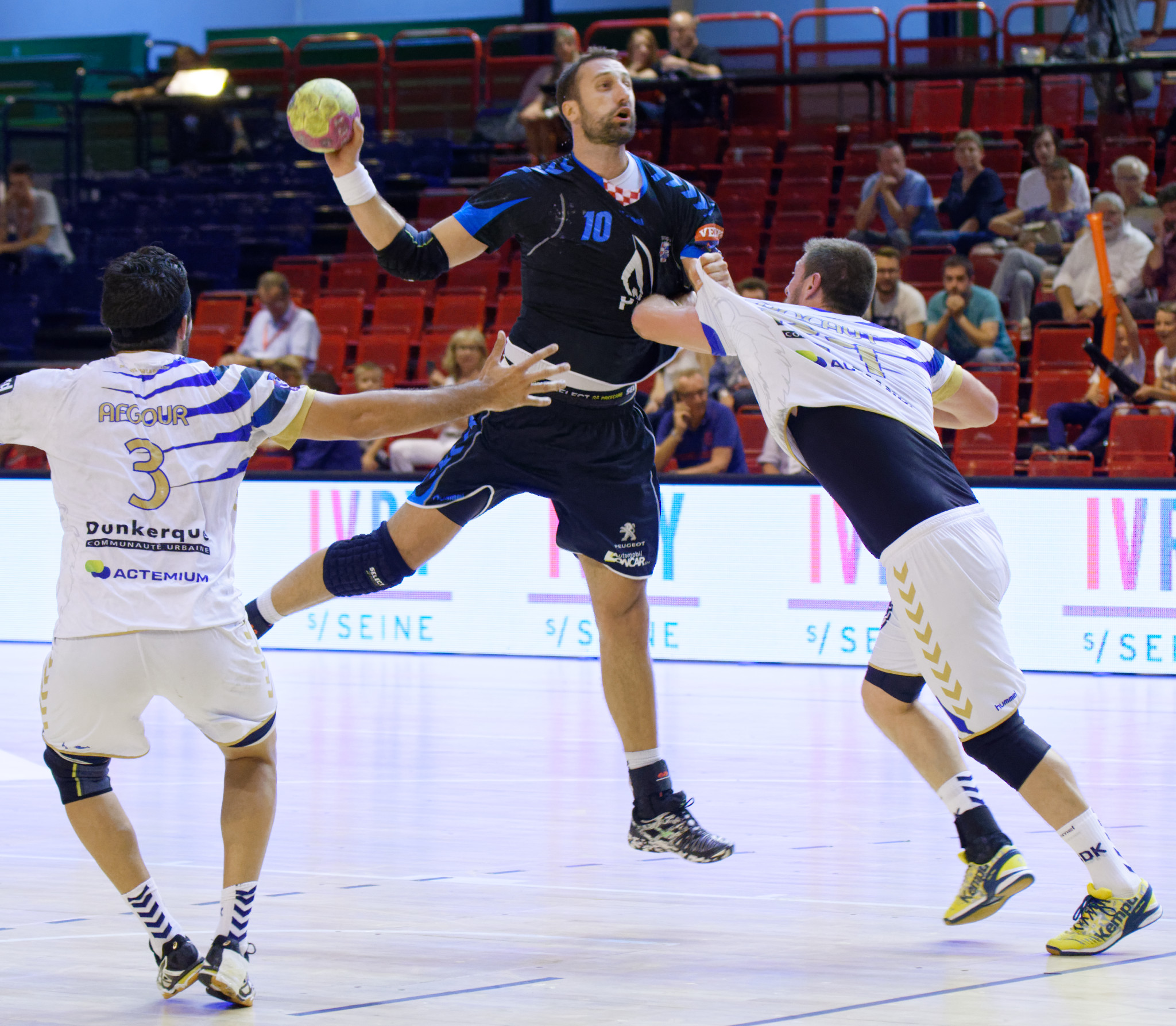
September 2016